# 水着でKISS ME
『水着でKISS ME』（みずぎでキスミー）は、1991年8月3日から1993年12月25日までテレビ東京で放送されたバラエティ番組。放送時間は毎週土曜 24:45 - 25:15。

## 概要
オープニング、エンディングはグラビアアイドルやキャンペーンガールの水着姿を映す「水着美女図鑑」のコーナー、本編は視聴者からの体験談をもとに恋愛をテーマにしたドラマのコーナーによって構成されていた。水着美女図鑑には松嶋菜々子らが、ドラマにはホンジャマカやブレイク前の爆笑問題が出演していた。ドラマでは必ず濡れ場のシーンがあるが、爆笑問題では当時独身の田中裕二のみがそれらの場面を演じた。
当時の深夜枠は「不毛の時間帯」とも呼ばれていたが、この番組と『ギルガメッシュないと』（1991年10月 - ）、『平成女学園』（1992年10月 - ）といったお色気番組が人気となり、深夜としては高視聴率を獲得した。
番組開始当初はエンディングテーマ等にも起用されたLip'sが、1992年4月からは、井上晴美と藍田美豊（元・少女隊）、同年秋からは井上と原久美子が司会を務めた。
スタジオでは司会の女性陣がドラマの内容に則した恋愛に関するトークを展開していた。年末等のスペシャル回に爆笑問題などがスタジオ出演したこともある。
番組末期、大塚純子の「キャミソールから祈りをこめて」（1993年4月21日発売）がエンディングテーマに使われていた。

## スタッフ
- 脚本・構成：はたせいじゅん
- 技術：日本EJシステム
- 美術：ウッドオフィス
- 編集・MA：麻布プラザ
- 選曲：江本成治（CUBIC）
- 演出：鎌田義孝、今野義範 ほか
- プロデューサー：近藤正人（テレビ東京）
- 制作協力：ウッドオフィス
- 製作著作：テレビ東京